# Administrativní dělení Srbska

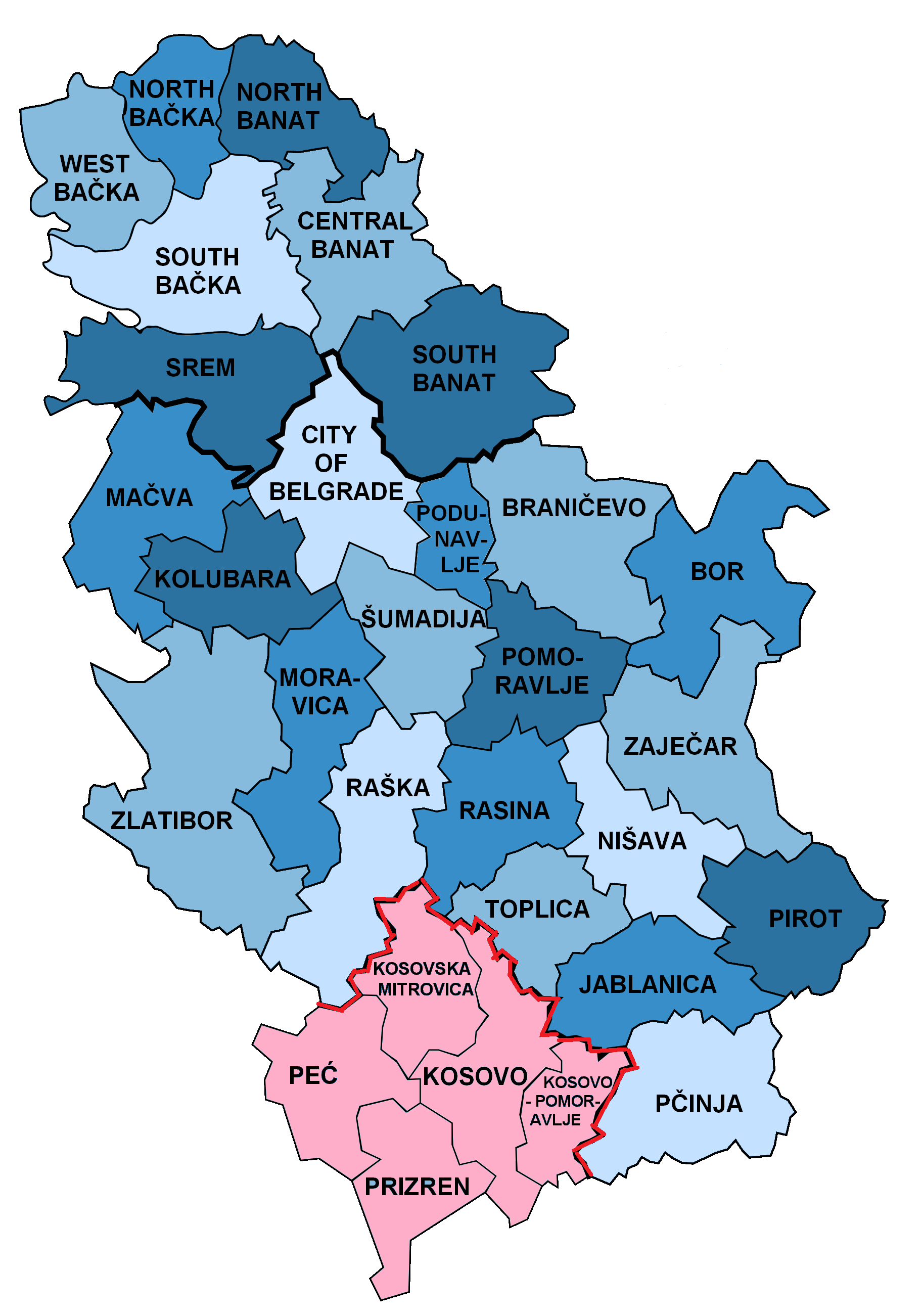
Mapa srbských okruhů

Mapa statistických regionů Srbska

Současné administrativní dělení Srbska bylo ustanoveno uzákoněním srbské vlády dne 29. ledna 1992. Je rovněž regulováno zákonem o územní organizaci přijatým Srbským národním shromážděním dne 29. prosince 2020.
Srbsko se oficiálně dělí na pět statistických regionů (včetně Kosova), 24 (popřípadě 29) okruhů a 174 (popřípadě 212) opštin.

## Statistické regiony
V Srbsku existuje pět statistických regionů: Vojvodina, Bělehrad, Kosovo a Metochie, Šumadija a Západní Srbsko a Jižní a Východní Srbsko. Bělehrad, Šumadija a Západní Srbsko a Jižní a Východní Srbsko jsou součástí Centrálního Srbska, Vojvodina a Kosovo jsou autonomními oblastmi.

## Okruhy
Srbsko se dělí na 24 okruhů (včetně Kosova 29 či 31 okruhů), z toho 7 ve Vojvodině, 8 v Šumadiji a Západním Srbsku a 9 v Jižním a Východním Srbsku. Bělehrad tvoří pouze jeden městský okruh.
Na území Kosova uznává Srbsko 5 okruhů, Kosovo své území naopak dělí na 7 okruhů. Ani stejnojmenné okruhy si územím přesně neodpovídají, ale přibližný vztah mezi srbským a kosovským systémem je:
- Kosovský okruh byl rozdělen na Přištinský okruh a Uroševacký okruh
- Kosovskomitrovický okruh zůstal přibližně stejný (v originále ale přejmenován na Mitrovický okruh)
- Kosovsko-pomoravský okruh byl přejmenován na Gnjilanský okruh
- Pećský okruh byl rozdělen na menší Pećský okruh a Đakovický okruh
- Prizrenský okruh byl zmenšen zejména ve prospěch Đakovického okruhu

| Název okruhu        | Statistický region        | Počet obyvatel (2011) | Hlavní město       | Rozloha (km²) | Hustota zalidnění (obyv./km²) | Počet opštin | Počet sídel |
| ------------------- | ------------------------- | --------------------- | ------------------ | ------------- | ----------------------------- | ------------ | ----------- |
| Bělehrad            | Bělehrad                  | 1 687 132             | Bělehrad           | 3 223         | 514                           | 17           | 168         |
| Borský              | Jižní a Východní Srbsko   | 123 848               | Bor                | 3 507         | 35,3                          | 4            | 90          |
| Braničevský         | Jižní a Východní Srbsko   | 180 480               | Požarevac          | 3 865         | 46,7                          | 8            | 189         |
| Jablanický          | Jižní a Východní Srbsko   | 215 463               | Leskovac           | 2 769         | 77,8                          | 6            | 336         |
| Jihobačský          | Vojvodina                 | 615 371               | Novi Sad           | 4 016         | 151,3                         | 12           | 77          |
| Jihobanátský        | Vojvodina                 | 291 327               | Pančevo            | 4 245         | 68,6                          | 8            | 94          |
| Kolubarský          | Šumadija a Západní Srbsko | 174 228               | Valjevo            | 2 474         | 70,4                          | 6            | 218         |
| Kosovský            | Kosovo a Metochie         | 672 292               | Priština           | 3 310         | 203,1                         | 10           | 424         |
| Kosovskomitrovický  | Kosovo a Metochie         | 275 904               | Kosovska Mitrovica | 2 053         | 134,4                         | 6            | 267         |
| Kosovsko-pomoravský | Kosovo a Metochie         | 217 726               | Gnjilane           | 1 389         | 156,8                         | 4            | 287         |
| Mačvanský           | Šumadija a Západní Srbsko | 297 778               | Šabac              | 3 268         | 91,1                          | 8            | 228         |
| Moravický           | Šumadija a Západní Srbsko | 212 149               | Čačak              | 3 016         | 70,3                          | 4            | 206         |
| Nišavský            | Jižní a Východní Srbsko   | 373 404               | Niš                | 2 729         | 136,8                         | 7            | 285         |
| Pčinjský            | Jižní a Východní Srbsko   | 158 717               | Vranje             | 3 520         | 45,1                          | 7            | 363         |
| Pećský              | Kosovo a Metochie         | 414 187               | Peć                | 2 459         | 168,4                         | 5            | 288         |
| Pirotský            | Jižní a Východní Srbsko   | 92 277                | Pirot              | 2 761         | 33,4                          | 4            | 214         |
| Podunajský          | Jižní a Východní Srbsko   | 198 184               | Smederevo          | 1 248         | 158,8                         | 3            | 58          |
| Pomoravský          | Šumadija a Západní Srbsko | 212 839               | Jagodina           | 2 614         | 84,8                          | 6            | 191         |
| Prizrenský          | Kosovo a Metochie         | 376 085               | Prizren            | 2 196         | 171,3                         | 4            | 195         |
| Rasinský            | Šumadija a Západní Srbsko | 240 463               | Kruševac           | 2 667         | 90,2                          | 6            | 296         |
| Rašský              | Šumadija a Západní Srbsko | 300 102               | Kraljevo           | 3 918         | 76,6                          | 5            | 359         |
| Severobačský        | Vojvodina                 | 185 552               | Subotica           | 1 784         | 104                           | 3            | 45          |
| Severobanátský      | Vojvodina                 | 146 690               | Kikinda            | 2 329         | 63                            | 6            | 50          |
| Středobanátský      | Vojvodina                 | 186 851               | Zrenjanin          | 3 256         | 57,4                          | 5            | 55          |
| Sremský             | Vojvodina                 | 311 053               | Sremska Mitrovica  | 3 486         | 89,2                          | 7            | 109         |
| Šumadijský          | Šumadija a Západní Srbsko | 290 900               | Kragujevac         | 2 387         | 121,8                         | 7            | 174         |
| Toplický            | Jižní a Východní Srbsko   | 90 600                | Prokuplje          | 2 231         | 40,6                          | 4            | 267         |
| Zaječarský          | Jižní a Východní Srbsko   | 118 295               | Zaječar            | 3 623         | 32,6                          | 4            | 173         |
| Západobačský        | Vojvodina                 | 187 581               | Sombor             | 2 420         | 77,5                          | 4            | 37          |
| Zlatiborský         | Šumadija a Západní Srbsko | 284 729               | Užice              | 6 140         | 46,4                          | 10           | 438         |